# Ânia Cornifícia Faustina
Ânia Cornifícia Faustina (em latim: Annia Cornificia Faustina Major; c. 122/123 - entre 152 e 155), chamada também de Ânia Cornifícia Faustina Maior ou Ânia Cornifícia Faustina, a Velha, foi a única filha e a mais nova dos herdeiros do pretor Marco Ânio Vero e Domícia Lucila. Seus pais eram de famílias senatoriais muito ricas de status consular. Ela era irmã do imperador Marco Aurélio e ambos nasceram e foram criados em Roma.

## História
Em 124, o pai de Cornifícia morreu, muito jovem. Ela e o irmão, ambos com menos de cinco anos de idade, foram criados pela mãe, Lucila, e pelo avô, o senador romano Marco Ânio Vero, que morreu em 138. As relações entre Cornifícia e o irmão parecem ter sido boas e, antes que ela se casasse, a herança do pai foi acertada entre os dois.
Cornifícia se casou com o senador Caio Umídio Quadrado Aniano Vero, que serviu como cônsul sufecto provavelmente 146. Aniano Vero era descendente de uma das principais famílias aristocráticas da capital e também uma das mais influentes. Um de seus antecessores diretos era o finado cônsul sufecto Caio Umídio Dúrmio Quadrado. O casal teve dois filhos, Marcos Umídio Quadrado Aniano, cônsul em 167, e Umídia Cornifícia Faustina. Os dois foram envolvidos na tentativa fracassada de assassinar Cômodo engendrada pela irmã dele (e prima dos dois), Lucila, e foram executados em 182.